# Renard R.31
Renard R.31 là một loại máy bay trinh sát của Bỉ trong thập niên 1930. Nó có cánh đặt cao, có 32 chiếc R.31 chế tạo cho Không quân Bỉ. Renard R.31 là máy bay quân sự duy nhất được thiết kế và chế tạo hoàn toàn tại Bỉ trong Chiến tranh thế giới II.

## Quốc gia sử dụng
Bỉ
- Không quân Bỉ

## Tính năng kỹ chiến thuật (Renard R.31)
Dữ liệu lấy từ War Planes of the Second World War, Volume Seven, Bombers and Reconnaissance Aircraft 
Đặc điểm tổng quát
- Kíp lái: 2
- Chiều dài: 9,20 m (30 ft 2 in)
- Sải cánh: 14,40 m (47 feet 2¾ inch)
- Chiều cao: 2,92 m [2] (9 ft 7 in)
- Diện tích cánh: 32 m² (344 ft²)
- Trọng lượng rỗng: 1.330 kg (2.926 lb)
- Trọng lượng có tải: 2.130 kg (4.686 lb)
- Động cơ: 1 × Rolls-Royce Kestrel IIS, 358 kW (480 hp)

 Hiệu suất bay 
- Vận tốc cực đại: 294 km/h (159 knot, 183 mph) trên độ cao 4.000 m(13.120 ft)
- Vận tốc hành trình: 238 km/h (129 knot, 148 mph)
- Tầm bay: 650 km [2] (351 nm, 404 mi)
- Trần bay: 8.750 m (28.700 ft)
- Tải trên cánh: 66,6 kg/m² (13,6 lb/ft²)
- Công suất/trọng lượng: 0,17 kW/kg (0,10 hp/lb)
- Lên độ cao 2.000 m (6.560 ft): 5,5 phút
- Lên độ cao 5.000 m (16.400 ft): 11,7 phút

Trang bị vũ khí

- 1 hoặc 2 súng máy Vickers 7,62 mm và 1 súng máy Lewis 7,62 mm